# Max Neuhaus
Pour les articles homonymes, voir Neuhaus.
 (avril 2022).
 (avril 2022).
La mise en forme du texte ne suit pas les recommandations de Wikipédia : il faut le « wikifier ».
Les points d'amélioration suivants sont les cas les plus fréquents. Le détail des points à revoir est peut-être précisé sur la page de discussion.
- Les titres sont pré-formatés par le logiciel. Ils ne sont ni en capitales, ni en gras.
- Le texte ne doit pas être écrit en capitales (les noms de famille non plus), ni en gras, ni en italique, ni en « petit »…
- Le gras n'est utilisé que pour surligner le titre de l'article dans l'introduction, une seule fois.
- L'italique est rarement utilisé : mots en langue étrangère, titres d'œuvres, noms de bateaux, etc.
- Les citations ne sont pas en italique mais en corps de texte normal. Elles sont entourées par des guillemets français : « et ».
- Les listes à puces sont à éviter, des paragraphes rédigés étant largement préférés. Les tableaux sont à réserver à la présentation de données structurées (résultats, etc.).
- Les appels de note de bas de page (petits chiffres en exposant, introduits par l'outil «  Source ») sont à placer entre la fin de phrase et le point final[comme ça].
- Les liens internes (vers d'autres articles de Wikipédia) sont à choisir avec parcimonie. Créez des liens vers des articles approfondissant le sujet. Les termes génériques sans rapport avec le sujet sont à éviter, ainsi que les répétitions de liens vers un même terme.
- Les liens externes sont à placer uniquement dans une section « Liens externes », à la fin de l'article. Ces liens sont à choisir avec parcimonie suivant les règles définies. Si un lien sert de source à l'article, son insertion dans le texte est à faire par les notes de bas de page.
- La présentation des références doit suivre les conventions bibliographiques. Il est recommandé d'utiliser les modèles {{Ouvrage}}, {{Chapitre}}, {{Article}}, {{Lien web}} et/ou {{Bibliographie}}. Le mode d'édition visuel peut mettre en forme automatiquement les références.
- Insérer une infobox (cadre d'informations à droite) n'est pas obligatoire pour parachever la mise en page.

Pour une aide détaillée, merci de consulter Aide:Wikification.
Si vous pensez que ces points ont été résolus, vous pouvez retirer ce bandeau et améliorer la mise en forme d'un autre article.
Max Neuhaus (9 août 1939 - 3 février 2009), considéré comme le père de l'installation sonore, était un artiste sonore américain, musicien et compositeur. Il était un interprète reconnu en musique expérimentale et en percussion contemporaine dans les années 1960. Il s'est ensuite consacré au travail son dans le champ des arts plastiques et a créé de nombreuses installations sonores pérennes et éphémères au cours des quatre décennies qui ont suivi.

## Biographie
Max Neuhaus est né le 9 août 1939 à Beaumont, Texas et a fréquenté le lycée à Houston. Il étudie les percussions avec Paul Price à la Manhattan School of Music et obtient une maîtrise en musique en 1962. Il se produit en tant que soliste de percussion lors de tournées de concerts à travers les États-Unis avec Pierre Boulez (1962-1963) et Karlheinz Stockhausen (1963-1964). En 1964 et 1965, il donne des récitals en solo au Carnegie Hall de New York et dans quinze grandes villes européennes. En 1966, il publie sur Mass Art Inc., quatre performances live de Fontana Mix (1958) de John Cage, une partition graphique initialement destinée à une oeuvre sur cassette, avec ou sans instruments supplémentaires. Les Fontana Mix-Feed de Neuhaus utilisaient une rétroaction contrôlée générée en plaçant des microphones de contact sur des instruments à percussion et en raccordant les microphones à des haut-parleurs placés directement en face des instruments. La nature unique de la vision du percussionniste et pionnier de la musique électronique Max Neuhaus sur le travail de Cage est une interprétation si radicale qu'elle est devenue une toute nouvelle pièce, une combinaison des idées de Cage avec celles de Neuhaus. Le résultat n'est pas seulement une refonte de Cage, mais une avancée révolutionnaire dans la musique électronique .
Son travail de percussionniste a donné lieu à un album de percussions solo contemporaines, Electronics & Percussion - Five Realizations By Max Neuhaus, qu'il a enregistré pour Columbia Masterworks en 1968, et qui a été produit par David Behrman.
En 1968, il poursuit une carrière d'artiste contemporain en développant des installations d'art sonores, utilisant des sons électroniques ou électroacoustiques qui émanent d'une source dans un espace ou un lieu particulier. Il a inventé le terme "installation sonore" pour décrire ses œuvres sonores qui n'étaient ni de la musique ni des événements. L'installation Times Square a été réalisée en 1977 sous une grille sur un îlot de circulation à Manhattan où les piétons était "enveloppés par un Drone (musique) [sonore] produisant une résonance profonde et légèrement ondulante, sa tonalité évoquant des carillons graves ou des cloches d'église". D'autres œuvres comprenaient, par exemple, des sifflets placés sous l'eau dans des piscines, des sons électroniques dans un arboretum et des sons modifiés d'auditeurs sifflant des airs sur une radio publique.
Artiste de renommée internationale, il a participé aux Documenta 6 et 9 de Kassel et à la Biennale de Venise. Les installations sonores permanentes de Max Neuhaus se trouvent, entre autres, à :
- La collection Menil, Houston, États-Unis
- Synagogue Stommeln, Stommeln, Allemagne
- Promenade du Pin, Genève, Suisse
- Gewerbeschule Bern (gibb - Berufsfachschule), Berne, Suisse
- Times Square, New York, États-Unis
- Le Centre National d'Art Contemporain de Grenoble, France
- La Dia Art Foundation, Beacon, New York, États-Unis [3]
- CAPC, musée d'art contemporain de Bordeaux, Bordeaux, France
- AOK Hesse – Beratungscenter Kassel-City, Kassel, Allemagne
- Château de Rivoli, Turin, Italie
- Kunsthaus Graz, Graz, Autriche
- Musée d'Art moderne de Paris, France

## Vie privée
Max Neuhaus s'est marié avec Silvia Cecere en 1996. Ensemble, ils ont eu une fille nommée Claudia. Neuhaus est décédé d'un cancer dans sa maison de Maratea, en Italie, le 3 février 2009[réf. nécessaire].

## Production

### Œuvres sonores
- "Zyklus, Zyklus for One Percussionist, WER 60010 - LP (Baden-Baden: Wergo, 1963)
- "Electronics & Percussion" (Five Realizations By Max Neuhaus) - CD (1968)
- "Radio Net" - mp3 (1977)
- "Fontana Mix-Feed (Six Realizations Of John Cage)" - CD (2003)
- "The New York School: Nine Realizations Of Cage, Feldman, Brown" - CD (2004)

### Livres
(avril 2022).
- "Max Neuhaus: Sound Works", Ostfildern-Stuttgart: Cantz (1994) (Volume I, Inscription, Volume II, Drawings, Volume III, Place) (Ostfildern-Stuttgart: Cantz, 1994)
- Ears, Onestar press, 2001 (lire en ligne).